# Clan Kodama
Le clan Kodama (児玉氏) était un clan du Japon médiéval installé dans la province de Musashi. Le clan se déplaça vers la province d'Aki pendant la période Kamakura. Le clan Kodama devint ensuite un vassal du clan Mori.

## Membres du clan
- Kodama Motozane
- Kodama Motoyoshi
- Kodama Naritada
- Kodama Narikata
- Kodama Gentarō